# هيندا ديبي اتنو
هيندا ديبي اتنو، زوجة الرئيس التشادي إدريس ديبي السابق والسيدة الأولى لتشاد. اسمها الحقيقي «هندة محمد إبراهيم عشيل» ولدت 2 أبريل 1977 في نجامينا أيام الحرب الاهلية. هي ابنة السكريتير الثاني في السفارة التشادية في أمريكا سابقا محمد إبراهيم عشيل. متحصلة على شهادة في المحاسبة والبنوك من جامعة نجامينا واجازة من جامعة الرباط سنة 2003. التقت بالرئيس ديبي سنة 2005 وتزوجا في 2 أكتوبر 2005. حتى وفاته في 20 أبريل 2021 وتعتبر زواجه الثاني بعد طلاقه من زوجته الأولى الحاجة حليمة.